# Lijst van voetbalinterlands Bosnië en Herzegovina - Cyprus
Deze lijst van voetbalinterlands is een overzicht van alle officiële voetbalwedstrijden tussen de nationale teams van Bosnië en Herzegovina en Cyprus. De landen hebben tot op heden vijf keer tegen elkaar gespeeld. De eerste ontmoeting, een kwalificatiewedstrijd voor het Europees kampioenschap voetbal 2016, werd gespeeld in Zenica op 9 september 2014. Het laatste duel, een kwalificatiewedstrijd voor het Wereldkampioenschap voetbal 2026, vond plaats op 24 maart 2025 in Zenica.

## Wedstrijden
| № | Plaats    | Datum            | Competitie           | Wedstrijd                      | Uitslag |
| - | --------- | ---------------- | -------------------- | ------------------------------ | ------- |
| 1 | Zenica    | 9 september 2014 | EK 2016 kwalificatie | Bosnië en Herzegovina − Cyprus | 1 − 2   |
| 2 | Nicosia   | 13 oktober 2015  | EK 2016 kwalificatie | Cyprus − Bosnië en Herzegovina | 2 − 3   |
| 3 | Zenica    | 10 oktober 2016  | WK 2018 kwalificatie | Bosnië en Herzegovina − Cyprus | 2 − 0   |
| 4 | Strovolos | 31 augustus 2017 | WK 2018 kwalificatie | Cyprus − Bosnië en Herzegovina | 3 − 2   |
| 5 | Zenica    | 24 maart 2025    | WK 2026 kwalificatie | Bosnië en Herzegovina − Cyprus | 2 − 1   |
| 6 | Larnaca   | 9 oktober 2025   | WK 2026 kwalificatie | Cyprus − Bosnië en Herzegovina |         |

## Samenvatting
| Competitie      | Totaal gespeeld | Winst Bosnië en Her. | Gelijk | Winst Cyprus | Doelsaldo Bosnië en Her. – Cyprus |
| --------------- | --------------- | -------------------- | ------ | ------------ | --------------------------------- |
| WK-kwalificatie | 3               | 2                    | 0      | 1            | 6 − 4                             |
| EK-kwalificatie | 2               | 1                    | 0      | 1            | 4 − 4                             |
| Totaal          | 5               | 3                    | 0      | 2            | 10 − 8                            |

Wedstrijden bepaald door strafschoppen worden, in lijn met de FIFA, als een gelijkspel gerekend.

## Details

### Eerste ontmoeting
| EK 2016 kwalificatie (scheidsrechter Jevhen Aranovsky, Zenica, 9 september 2014):                                                                                 |              | |
| Bosnië en Herzegovina | 1 – 2        | Cyprus |
| Vedad Ibišević 6' | goals        | 45' Demetris Christofi 73' Demetris Christofi |
| Safet Sušić | bondscoach   | Pambos Hristodoulou |
| Asmir Begović Avdija Vršajević Toni Šunjić Ermin Bičakčić Muhamed Bešić Miralem Pjanić Senad Lulić Tino-Sven Sušić 62' Sanjin Prcić 62' Vedad Ibišević Edin Džeko | opstellingen | Antonis Georgallidis Marios Antoniadis Giorgos Merkis Marios Nikolaou Dosa Júnior 46' Eustathios Aloneftis Vincent Laban 83' Konstantinos Makridis Demetris Christofi 71'Giorgos Efraim Haris Kyriakou |
| Haris Međunjanin 62' Izet Hajrović 62' | wissels      | 46' Elias Haralambous 71' Nektarios Alexandrou 83' Valentinos Sielis |
| Sanjin Prcić 28' | gele kaarten | 58' Giorgos Efraim 66' Vincent Laban |

### Tweede ontmoeting
| EK 2016 kwalificatie (scheidsrechter Anthony Taylor, Strovolos, 13 oktober 2015): |              | |
| Cyprus | 2 – 3        | Bosnië en Herzegovina |
| Kostas Haralambidis 32' Nestoras Mytidis 41' | goals        | 13' Haris Međunjanin 44' Haris Međunjanin 67' Milan Đurić |
| Pambos Hristodoulou | bondscoach   | Safet Sušić |
| Antonis Georgallidis Marios Antoniadis Dosa Júnior Marios Nikolaou 65' Kostas Haralambidis 83' Vincent Laban 75' Giorgos Efraim Jason Dimitriou Konstantinos Makridis Konstantinos Laifis Nestoras Mytidis | opstellingen | Asmir Begović Emir Spahić Mensur Mujdža Toni Šunjić 61' Ervin Zukanović Ognjen Vranješ Haris Međunjanin 86' Miralem Pjanić 79' Edin Višća Vedad Ibišević Senad Lulić |
| Giorgos Economidis 65' Eustathios Aloneftis 75' Georgios Kolokoudias 83' | wissels      | 61' Milan Đurić 79' Ermin Bičakčić 86' Sejad Salihović |
| Marios Nikolaou 36' Dosa Júnior 81' | gele kaarten | 51' Asmir Begović 64' Miralem Pjanić 69' Milan Đurić 80' Mensur Mujdža                                                                                               |

### Derde ontmoeting
| WK 2018 kwalificatie (scheidsrechter Xavier Estrada, Zenica, 10 oktober 2016): |       |        |
| Bosnië en Herzegovina                                                          | 2 – 0 | Cyprus |
| Edin Džeko 70' Edin Džeko 80'                                                  | goals |        |

N/FS BiH · A-internationals · Bondscoaches · Statistieken · Bosnisch vrouwenelftal · Bosnië U23 · Bosnië U21 · Bosnië U19 · Bosnië U18 · Bosnië U17 · Bosnië U16
1995 – 1999 ·
2000 – 2009 ·
2010 – 2019 ·
2020 − 2029
WK 2014
1995 · 
1996 · 
1997 · 
1998 · 
1999 · 
2000 · 
2001 · 
2002 · 
2003 · 
2004 · 
2005 · 
2006 · 
2007 · 
2008 · 
2009 · 
2010 · 
2011 · 
2012 · 
2013 · 
2014 · 
2015 · 
2016 · 
2017 · 
2018 ·
2019 ·
2020 ·
2021 ·
2022 ·
2023 ·
2024
Albanië ·
Algerije ·
Andorra ·
Argentinië ·
Armenië ·
Azerbeidzjan ·
Bahrein ·
Bangladesh ·
België ·
Brazilië · 
Bulgarije ·
Chili ·
China ·
Costa Rica ·
Cyprus ·
Denemarken ·
Duitsland ·
Egypte ·
Engeland ·
Estland ·
Faeröer ·
Finland ·
Frankrijk ·
Georgië ·
Ghana ·
Gibraltar ·
Griekenland ·
Hongarije ·
Ierland · 
IJsland ·
Indonesië ·
Iran ·
Israël ·
Italië ·
Ivoorkust ·
Japan ·
Joegoslavië · 
Jordanië ·
Kazachstan ·
Koeweit ·
Kroatië ·
Letland ·
Liechtenstein ·
Litouwen ·
Luxemburg ·
Maleisië ·
Malta ·
Mexico ·
Moldavië ·
Montenegro ·
Nederland ·
Nigeria ·
Noord-Ierland ·
Noord-Macedonië ·
Noorwegen ·
Oekraïne ·
Oezbekistan ·
Oman ·
Oostenrijk ·
Paraguay ·
Polen ·
Portugal ·
Qatar ·
Roemenië ·
San Marino ·
Schotland ·
Senegal ·
Servië en Montenegro ·
Slovenië ·
Slowakije ·
Spanje ·
Tsjechië ·
Tunesië · 
Turkije ·
Verenigde Staten · 
Vietnam ·
Wales ·
Wit-Rusland ·
Zimbabwe ·
Zuid-Korea ·
Zweden ·
Zwitserland
Argentinië (2014) ·
Iran (2014) ·
Nigeria (2014)
KOP · A-internationals · Bondscoaches · Statistieken · Cypriotisch vrouwenelftal · Cyprus U21 · Cyprus U20 · Cyprus U19 · Cyprus U18 · Cyprus U17 · Cyprus U16
1960 – 1969 · 
1970 – 1979 · 
1980 – 1989 · 
1990 – 1999 · 
2000 – 2009 · 
2010 – 2019 ·
2020 − 2029
1960 · 
1961 · 
1962 · 
1963 · 
1964 · 
1965 · 
1966 · 
1967 · 
1968 · 
1969 · 
1970 · 
1971 · 
1972 · 
1973 · 
1974 · 
1975 · 
1976 · 
1977 · 
1978 · 
1979 · 
1980 · 
1981 · 
1982 · 
1983 · 
1984 · 
1985 · 
1986 · 
1987 · 
1988 · 
1989 · 
1990 · 
1991 · 
1992 · 
1993 · 
1994 · 
1995 · 
1996 · 
1997 · 
1998 · 
1999 · 
2000 · 
2001 · 
2002 · 
2003 · 
2004 · 
2005 · 
2006 · 
2007 · 
2008 · 
2009 · 
2010 · 
2011 · 
2012 · 
2013 ·
2014 ·
2015 ·
2016 ·
2017 ·
2018 ·
2019 ·
2020 ·
2021 ·
2022
Albanië ·
Andorra ·
Armenië ·
Azerbeidzjan ·
België ·
Bosnië en Herzegovina ·
Bulgarije ·
Canada ·
Denemarken ·
Duitsland ·
Engeland ·
Estland ·
Faeröer ·
Finland ·
Frankrijk ·
Georgië ·
Gibraltar · 
Griekenland ·
Hongarije ·
Ierland ·
IJsland ·
Irak ·
Iran ·
Israël ·
Italië ·
Japan ·
Joegoslavië ·
Jordanië ·
Kazachstan ·
Koeweit ·
Kosovo ·
Kroatië ·
Letland ·
Libanon ·
Litouwen ·
Luxemburg ·
Malta ·
Moldavië ·
Montenegro ·
Nederland ·
Noord-Ierland ·
Noord-Macedonië ·
Noorwegen ·
Oekraïne ·
Oostenrijk ·
Polen ·
Portugal ·
Roemenië ·
Rusland ·
San Marino ·
Saoedi-Arabië ·
Schotland ·
Servië ·
Slovenië ·
Slowakije ·
Sovjet-Unie ·
Spanje ·
Syrië ·
Tsjechië ·
Tsjecho-Slowakije ·
Wales ·
Wit-Rusland ·
Zweden ·
Zwitserland